# 中村税
中村 税（なかむら みつぐ、明治9年（1876年）8月8日 - 昭和40年（1965年）11月26日）は、日本の実業家。元小松製作所代表取締役社長。俳優の中村伸郎は養子。

## 人物
宮城県遠田郡涌谷町出身。1902年東京高等商業学校（現一橋大学）を卒業し、日本郵船に入社。日本郵船ロンドン支店長、猪苗代水力電気調度課長、東京電燈役員などを経て、戦後恐慌下で経営再建にあたるため、小松製作所專務取締役に招聘され、1934年から小松製作所社長。1946年から小松製作所会長。
俳優の中村伸郎は養子。